# Clasificación de Conmebol para la Copa Mundial de Fútbol Playa FIFA 2008
La Clasificación de Conmebol para el Mundial de Fútbol Playa FIFA 2008 se disputó del 23 de abril al 27 de abril de 2008 en Buenos Aires, Argentina. La Confederación Sudamericana de Fútbol (Conmebol) cuenta con tres cupos directos.
La eliminatoria sudamericana estuvo compuesta por dos rondas. La primera fue una fase de grupos en la cual pasaban los dos mejores de cada uno. La segunda Fase o fase final se disputó en partidos de eliminación directa (semifinales), una disputa por el tercer puesto (que definía el último cupo) y una final.

## Equipos participantes
Siete de las diez selecciones de fútbol Playa miembros de la Conmebol participaron en estas eliminatorias (en cursiva, el equipo debutante):
- Argentina
- Brasil
- Chile
- Perú
- Paraguay
- Uruguay
- Venezuela

## Primera Fase

### Grupo A
| Equipo    | Pts | PJ | PG | PP | GF | GC | Dif |
| --------- | --- | -- | -- | -- | -- | -- | --- |
| Argentina | 9   | 3  | 3  | 0  | 14 | 5  | +9  |
| Venezuela | 6   | 3  | 2  | 1  | 13 | 11 | +2  |
| Chile     | 3   | 3  | 1  | 2  | 16 | 14 | +2  |
| Perú      | 0   | 3  | 0  | 3  | 10 | 23 | -13 |

### Grupo B
| Equipo   | Pts | PJ | PG | PP | GF | GC | Dif |
| -------- | --- | -- | -- | -- | -- | -- | --- |
| Brasil   | 6   | 2  | 2  | 0  | 14 | 7  | +7  |
| Uruguay  | 3   | 2  | 1  | 1  | 8  | 12 | -4  |
| Paraguay | 0   | 2  | 0  | 2  | 8  | 11 | -3  |

## Fase final
Los horarios corresponden a la hora de Argentina.

### Semifinales
| Fecha    | Hora  | Partido   | Partido | Partido   | Resultado |
| -------- | ----- | --------- | ------- | --------- | --------- |
| 26.04.08 | 12:00 | Brasil    | -       | Venezuela | 8-3       |
| 26.04.08 | 13:15 | Argentina | -       | Uruguay   | 5-3       |

### Partido por el3.erpuesto
| Fecha    | Hora  | Partido | Partido | Partido   | Resultado |
| -------- | ----- | ------- | ------- | --------- | --------- |
| 27.04.08 | 12:00 | Uruguay | -       | Venezuela | 5-1       |

### Final
| Fecha    | Hora  | Partido | Partido | Partido   | Resultado |
| -------- | ----- | ------- | ------- | --------- | --------- |
| 27.04.08 | 13:15 | Brasil  | -       | Argentina | 6-1       |

| Brasil                       |
| Campeón Brasil (3.er Título) |

## Clasificados
| Brasil | Argentina | Uruguay |
| Brasil | Argentina | Uruguay |
| ------ | --------- | ------- |